# Roddi
Roddi är en ort och kommun i provinsen Cuneo i regionen Piemonte i Italien. Kommunen hade 1 630 invånare (2018).